# Florence Rena Sabin

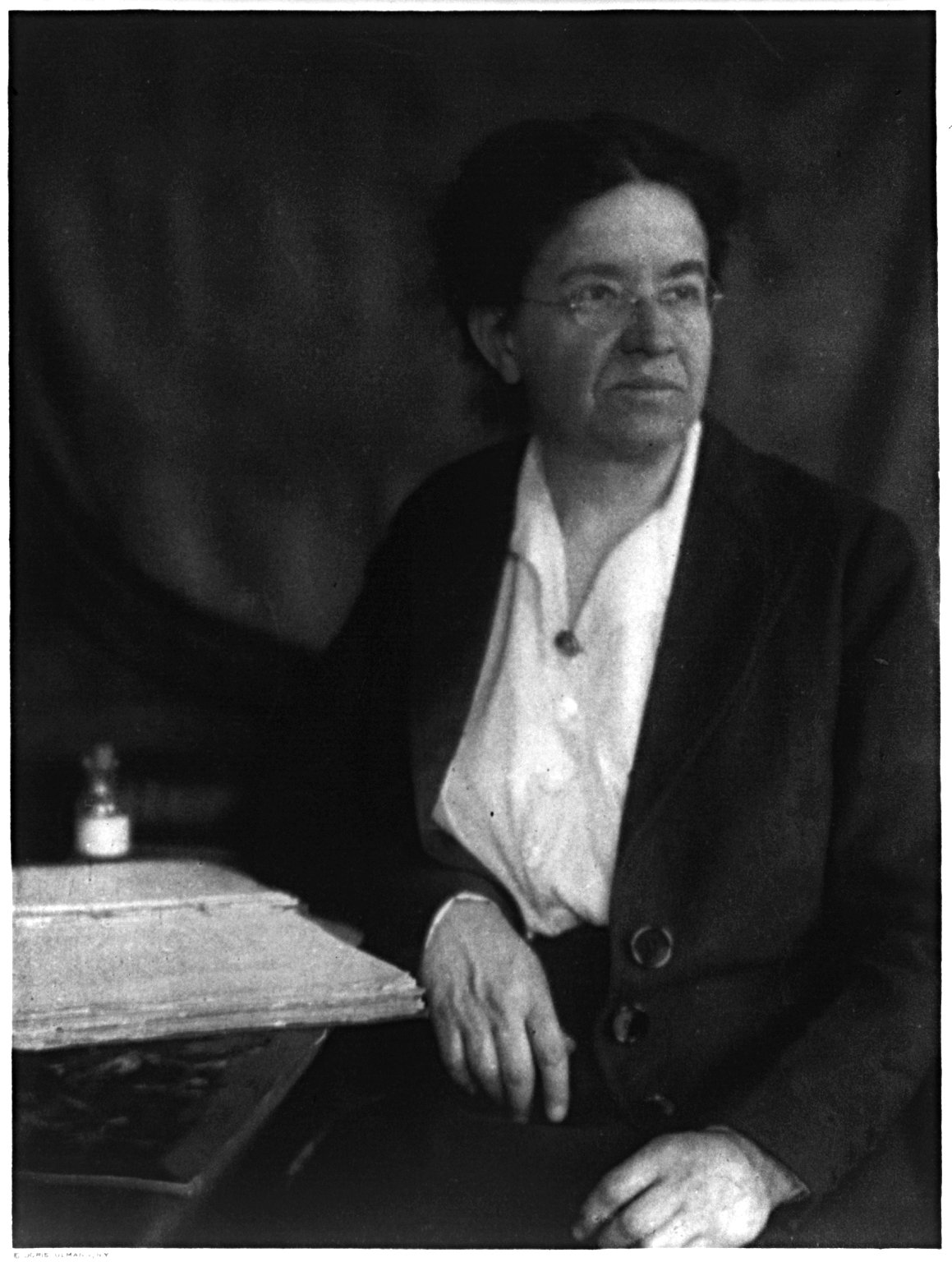
Florence Rena Sabin, um 1922

Florence Rena Sabin (* 9. November 1871 in Central City, Colorado, USA; † 3. Oktober 1953 in Denver) war eine US-amerikanische Ärztin und Wissenschaftlerin.
Sabin ist dafür bekannt, Frauen den Zugang in die medizinische Forschung verschafft zu haben. Nach ihrem Abschluss am Smith College im Jahr 1893 arbeitete sie zuerst als Lehrerin für Mathematik und Zoologie, um sich ihr Medizinstudium an der Johns-Hopkins-Universität finanzieren zu können. Nachdem sie 1901 ihr Doktoratsstudium erfolgreich abgeschlossen hatte, erhielt sie 1917 als erste Frau eine Professur an der medizinischen Fakultät der Johns-Hopkins-Universität und wurde schließlich auch die Direktorin des Anatomischen Instituts. Sie wurde, nach der Zulassung von weiblichen Mitgliedern 1924, Fellow der National Academy of Sciences. Im gleichen Jahr wurde Florence Sabin die erste weibliche Präsidentin der American Association of Anatomists.
Als erste Frau wurde ihr die Leitung eines weltweit führenden wissenschaftlichen Instituts, des Rockefeller-Instituts in New York, übergeben. Sabin erforschte vor allem die zelluläre Zusammensetzung des Blutes und des Hirngewebes und erkundete neue Heilmethoden gegen Tuberkulose. Nachdem sie 1938 in ihren Heimatstaat Colorado zurückgekehrt war, setzte sie sich verstärkt für die Verbesserung des öffentlichen Gesundheitssystems ein.
In der Ruhmeshalle des Kapitols in Washington wurde 1960 ihre Büste aufgestellt, als bedeutendste Repräsentantin des Staats Colorado.

## Herkunft der Lymphgefäße aus den Blutgefäßen
Zu den wissenschaftlichen Leistungen Sabins gehören ihre sorgfältigen Färbeversuche an Tierembryonen, mit denen sie die damals bereits seit gut 200 Jahren diskutierte Frage klären wollte, woher die Lymphgefäße der Wirbeltiere stammen. Zwei Hypothesen standen sich gegenüber: Viele Anatomen glaubten wie der Mediziner G. Lovell Gulland, die Flüssigkeit, die sich im Bindegewebe ansammle, übe einen Druck auf die benachbarten Zellen aus und schaffe sich so Hohlräume, die sich miteinander verbänden und schließlich mit den Blutgefäßen in Verbindung träten. Auch die Anatomen George S. Huntington und Charles F. W. McClure vertraten ein solches Zentripetalmodell (Ausdehnung des embryonalen Lymphsystems von der Peripherie in Richtung Zentrum). Sie untersuchten histologische Schnittserien von Katzenembryonen und meinten zu erkennen, dass die ersten Endothelzellen der Lymphgefäße aus isolierten Vorläuferzellen im Mesenchym entstehen. Diese lymphatischen Endothelzellen würden sich zunächst zu einem Netzwerk und erst anschließend mit dem Blutgefäßsystem verbinden, um die Lymphe aus dem Gewebe ins Blut abzuführen.
Florence Sabin war überzeugt, dass Schnittserien keinen sicheren Aufschluss über die Ausbreitung des entstehenden Lymphsystems und über Verbindungen zwischen Lymphgefäßen und Blutgefäßen geben können, und setzte stattdessen auf die Injektion von Tusche in die ersten lymphgefäßartigen Strukturen in Schweineembryonen unterschiedlichen Alters. Dabei sah sie, dass sich an den Kardinalvenen knospenartige Lymphsäcke bilden, die sich dann durch Sprossung verlängern und miteinander verbinden, sodass ein Netzwerk entsteht. Dieses Lymphgefäßnetz breitet sich vom Zentrum (den Kardinalvenen) in die Peripherie aus (Zentrifugalmodell).
Erst zu Beginn des 21. Jahrhunderts standen molekulare, genetische und bildgebende Verfahren zur Verfügung, mit denen man das Schicksal von Zellen im Lauf der Entwicklung wirklich verfolgen kann (sogenanntes Fate mapping oder Lineage tracing). Dabei zeigte sich, dass ein Großteil der Lymphgefäße höherer Wirbeltiere tatsächlich aus Vorläufern im Endothel der Kardinalvenen und der von ihnen abzweigenden Blutgefäße des Embryos abstammt, wie von Sabin postuliert. Ein kleiner Teil scheint jedoch zumindest in einigen Organen und Gewebetypen nichtvenösen Ursprungs zu sein.